# Перш, ніж розлучитися
«Перш, ніж розлучитися» (рос. «Прежде, чем расстаться») — радянський художній мелодраматичний фільм режисера Валерія Шульжика, знятий в 1984 році. У фільмі прозвучали пісні на вірші Олександра Косарєва у виконанні  Юрія Антонова.

## Сюжет
Дія фільму відбувається в залі очікування маленького аеропорту на далекій півночі СРСР, на морському острові неподалік від Магадана на початку 1980-х років. Кілька пасажирів перечікують нельотну погоду і один з пасажирів американець Роберт Хелмен, професор біології. За часів Німецько-радянської війни цей аеропорт був військовим і служив перевалочним пунктом перегону американських військових літаків з Аляски. Тут зазнав аварії батько Хелмена, якого врятувала від смерті російська жінка Антоніна і вона до сих пір працює в цьому аеропорту буфетницею. Особа професора з Америки їй відразу здалася знайомою — він дуже схожий на свого батька…

## У ролях
- Наталя Фатєєва —  Лариса Андріївна, начальник аеропорту
- Іван Лапиков —  дядько Паша
- Клара Лучко —  Антоніна, буфетниця
- Леонід Куравльов —  Бадарін, пілот
- Юрія Антонова —  Рижиков, артист
- Ірина Короткова —  Ольга, диспетчер
- Микола Караченцов —  Роберт Хелмен американський професор
- Ігор Старигін —  Андрій, лікар
- Ігор Костолевський —  Юрій Олександрович, кореспондент
- Тетяна Васильєва —  Анна В'ячеславівна
- Тетяна Аксюта —  Аня, пасажирка
- Луїза Мосендз —  Ірина, кореспондентка
- Галина Левіна —  Світа, дочка Антоніни
- Семен Фарада —  Ахвердієв, інкасатор
- Юрій Ніколаєв —  Костя, молодший сержант міліції

## Знімальна група
- Автори сценарію — Валерій Шульжик за участю  Олександра Косарєва, Георгія Фере
- Режисер-постановник —  Олександр Косарєв
- Оператор-постановник —  Дільшат Фатхуллін
- Художник-постановник —  Віталій Гладников
- Музика —  Юрія Антонова